# Garden City (Kansas)
Pour les articles homonymes, voir Garden City.

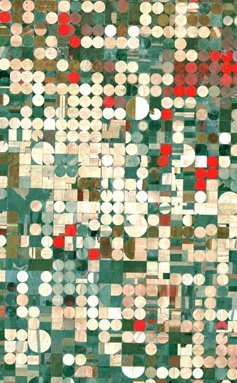
Les champs irrigués de Garden City (satellite)

Garden City est une ville du comté de Finney, dans l’État du Kansas, aux États-Unis. Sa superficie est de 22,1 km2 et sa population était de 26 651 habitants au recensement de 2010.

## Histoire
Les premiers occupants de Garden City, en 1878, ont été les frères William Fulton (1826-1910) et James Fulton (1829-1885). Située en plein désert mais aussi sur le tracé de la ligne ferroviaire de Santa Fe, la ville a très vite vu sa population croître de manière effrénée (1 490 habitants en 1890).

## Personnalités
- Yreina Cervantez (1952-), artiste américaine et militante chicana, y est née.
- Katherine Dunn (1945-2016), écrivaine américaine, y est née.